# Poromitra curilensis
Poromitra curilensis är en fiskart som beskrevs av Kotlyar 2008. Poromitra curilensis ingår i släktet Poromitra och familjen Melamphaidae. Inga underarter finns listade i Catalogue of Life.